# Chondrostoma oxyrhynchum
Chondrostoma oxyrhynchum är en fiskart som beskrevs av Kessler, 1877. Chondrostoma oxyrhynchum ingår i släktet Chondrostoma och familjen karpfiskar. IUCN kategoriserar arten globalt som livskraftig. Inga underarter finns listade i Catalogue of Life.